# Sam Dolgoff
Sam Dolgoff, född 1902 i Ryssland, död 1990, var en amerikansk anarkist och syndikalist.
Dolgoff flyttade som barn till New York, där han bodde i Bronx och i Manhattans Lower East Side där han dog.  Hans far var målare och även Dolgoff började måla vid 11 års ålder vilket skulle förbli hans yrke för resten av livet.
Han gick med i Industrial Workers of the World på 1920-talet och förblev en aktiv medlem under resten av sitt liv.  Han var en av grundarna av tidningen Libertarian Labor Review som senare döptes om till Anarcho-Syndicalist Review för att undvika hopblandning med Libertarian Party.  
Dolgoff var medlem i Chicago Free Society Group under 1920-talet och hjälpte till att bilda Libertarian League i New York 1954. Han skrev artiklar i anarkistiska tidningar såväl som böcker.
Han fokuserade på anarkismens (i synnerhet dess syndikalistiska falang) rötter i arbetarrörelsen  och utgjorde ett balanserande inslag i punk-erans anarkister vilka tenderade att använda sabotage och direkta konfrontationer med polisen. Även om Dolgoff var vän med Murray Bookchin, en vid den tiden välkänd anarkistisk teoretiker, så motsatte han sig Bookchin's teori om Social Ekologi och teknikens befriande möjligheter, med sina rötter hos Mikhail Bakunin och Pjotr Kropotkin.